# Sarit Yishai-Levi
Sarit Yishai-Levi (en escritura hebrea שרית ישי-לוי; Jerusalén, 27 de noviembre de 1947) es una periodista, actriz y novelista israelí. Como periodista, es célebre por haber sido la primera persona israelí en entrevistar a Yasir Arafat. Como autora literaria, la obra que la ha encumbrado a la fama internacional es la novela Malkat Ha-Yofi Shel Yerushalayim (2013; en inglés, The Beauty Queen of Jerusalem), que fue un gran éxito de ventas y ha sido adaptada como serie de televisión (en español, Miss Jerusalén).

## Biografía
Sarit Yishai nació en una familia sefardí asentada en Jerusalén desde hace ocho generaciones. Actualmente reside en Tel Aviv.

### Carrera como actriz
Tras su servicio militar, Yishai estudió arte dramático en el Nissan Nativ Acting Studio y después con Nola Chilton, en el departamento de Teatro de la Universidad de Tel Aviv. Antes de volcarse en el periodismo, fue actriz de cine y teatro entre 1969 y 1972. A principios de los setenta desempeñó papeles secundarios en varias películas de algunos de los mejores directores israelíes, así como en producciones internacionales filmadas en Israel, algunas del subgénero sexploitation. En 2003, siendo ya una periodista reconocida, participó en el telefilme Zehirut Matzlema.
El listado de películas en las que participó es el siguiente:

### Filmografía
- To Catch a Peeble (estadounidense, James F. Collier, 1970).
- Malkat Hakvish (La reina de la carretera; israelí, Menahem Golan, 1971).
- 7 fois... par jour (francocanadiense, Denis Héroux, 1971).
- Ariana (israelí, George Obadiah, 1971).
- Jacko Vehayatzaniot (Jacko and the Prostitute; israelí, Paul L. Smith, Oshik Levi y Dudu Topaz, 1972).
- Ani Ohev Otach Rosa (Rosa, te amo; israelí, Moshé Mizrahi, 1972).
- Zehirut Matzlema (Cuidado con la cámara; israelí, Shaul Betser, 2003).

### Carrera periodística
Se integró en el mundo del periodismo en los años 70, colaborando en la revista At (Londres). A su regreso a Israel, se incorporó al semanario HaOlam Hazeh, donde destacó con una sección de entrevistas. A finales de 1978 se hizo también cargo de un programa radiofónico.
En junio de 1982, en plena primera guerra del Líbano, Yishai, junto con otros dos periodistas destacados de HaOlam Hazeh, se reunió con el líder de la OLP, Yasir Arafat, en la sitiada Beirut. La reunión se recuerda como la primera reunión de israelíes con la OLP, y dio como fruto la primera entrevista con el líder palestino publicada en Israel. Durante la reunión, Yishai obtuvo reunirse con el piloto Aharon Achiaz, el prisionero de guerra israelí de más alto rango en aquel momento, y consiguió que a Achiaz en lo sucesivo se le permitiera escribir a sus familiares. Como consecuencia del escándalo producido por esta entrevista no autorizada, la Knéset promulgó una ley que prohibió las reuniones de israelíes con miembros de la OLP.
Paralelamente a su labor en HaOlam HaZeh entre los años 1980-1985 trabajó en el mensual Monitin, donde se publicó la entrevista que mantuvo en 1981 con Hugh Hefner, propietario y productor de la revista erótica Playboy, en la célebre mansión del editor. En 1985 se trasladó al diario Hadashot, en el que realizó una serie de entrevistas con Lily Sharon, la esposa de Ariel Sharon, incluida la entrevista en la que reveló su gran admiración y amor por Ariel Sharon con las palabras "Soy la geisha de Sharon". Tras el cierre de Hadashot, Yishai-Levi trabajó como periodista de investigación para el programa de televisión documental Reshet Hakuret, así como en el suplemento dominical del periódico económico Telégrafo.
A mediados de la década de 1990, comenzó a trabajar como reportera principal de la revista femenina Olam Ha’Isha, donde comenzó a escribir una sección de turismo. A principios de los años 2000 presentó segmentos turísticos en programas televisivos en el Canal 2 y en el Canal 10, así como en la web Jaim Tov.

### Carrera literaria
Yishai-Levi empezó a publicar libros de no ficción con una crónica de la familia de empresarios Strauss (1998). A partir de 2006 publicó dos libros de viajes, y en 2009 probó fortuna con una guía del bon vivant titulada La buena vida en Israel.
Su primera novela, Malkat Ha-Yofi Shel Yerushalayim (2013; en inglés, The Beauty Queen of Jerusalem; en español, Miss Jerusalén), fue un gran éxito de ventas que recibió los premios de oro, platino y diamante de la Asociación de Editores de Israel, así como el Premio Steimatzky 2014 al libro más vendido del año. La opera prima de Yishai-Levi ha sido traducida a más de quince idiomas.
En este libro, Yishai-Levi narra la historia de la familia sefardí Armoza entre la época otomana y la independencia del Estado de Israel, reflejando las tradiciones, costumbres y expresiones que se utilizaban en su hogar y en su familia, así como la evolución social y el acceso progresivo de la mujer al espacio público urbano. De esta novela se ha dicho que «sus personajes de ficción le han dado a Jerusalén un aura diferente, despojada de santidad». En un sentido parecido, se ha señalado el «potencial subsersivo» de su cosmopolitismo narrativo, reforzado en este caso por los elementos sefardíes, , asquenazíes y árabes en el período del Mandato británico de Palestina; sin embargo, la crítica reconoce también que «la novela preserva en última instancia el marco habitual de la narrativa nacional sionista, en la que la fase británica, con su trasnochado encanto colonial, debe terminar, allanando el camino para la independencia judía».
En 2021 la productora israelí YES y la plataforma audiovisual Netflix lanzaron una serie de televisión homónima basada en ella, dirigida por Oded Davidoff.
Su segunda novela, A Woman Beyond the Sea (2019), también obtuvo los galardones de oro y platino de la Asociación de Editores.

### Vida personal
Sarit Yishai-Levi ha estado casada con el productor Micah Sharpstein (1947-2022) y con el periodista Gideon Levi (n. 1953). Es madre de tres hijos: Maya Sharpstein, Daniel Levi y Uriel Levi. Otro de sus hijos, Tom, murió cuando tenía un año a causa de una encefalitis viral.[cita requerida]

## Obra escrita

### No ficción
- Strauss: The Story of a Family and of an Industry [Shtraus: Sipur Shel Mishpacha Ve-Ta'asiya] (biografía), Jerusalén: Keter, 1998. Traducida al inglés (Keter, 1998).
- Guesthouses: North [Tzimerim: Tzafon] (viajes), Tel Aviv: Modan, 2006, 2010. Traducida al ruso (Modan, 2010).
- Guesthouses: South and Center [Tzimerim: Darom, Merkaz] (viajes), Tel Aviv: Modan, 2007.
- La buena vida en Israel, Dolce Vita, 2009

### Ficción
- The Beauty Queen of Jerusalem [Malkat Ha-Yofi Shel Yerushalayim] (novela), Tel Aviv: Modan, 2013. Traducida a varios idiomas.
- Little Mouse Macaroni and Baloney the Pony [Achbaroni Makaroni Ve-Boni Ha-Pony] (infantil), Tel Aviv: Modan, 2014.
- A Woman Beyond the Sea [Isha Me-Ever La-Yam] (novela), Tel Aviv: Modan, 2019. Traducida al inglés y al alemán.